# 武居智久
武居智久（日语：／ Takei Tomohisa、1957年1月12日—），日本海上自衛隊將領、第32任海上幕僚長（海軍參謀長）。武居生於日本長野縣，1979年3月自防衛大學校23期畢業後加入海上自衛隊，服役達35年時，正式於2014年接任海幕長，至2016年退役，其後擔任美國海軍戰爭學院教授。

## 略歷

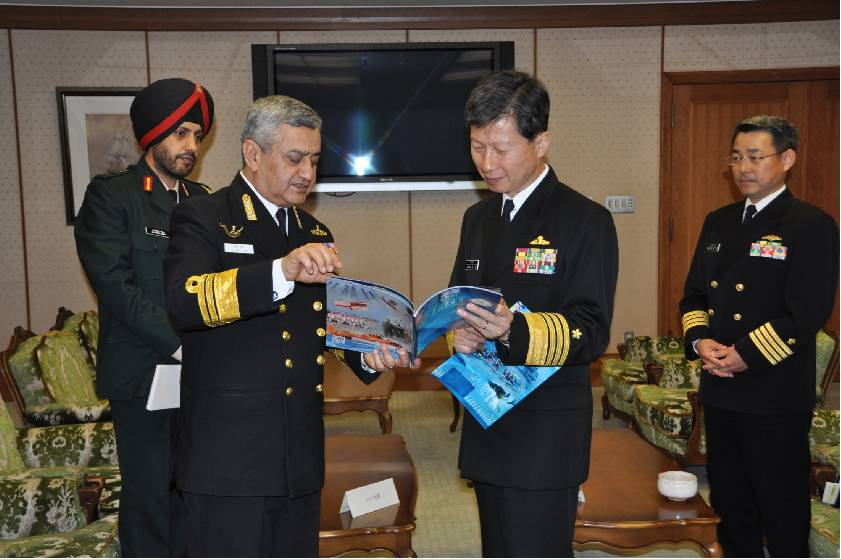
武居智久海上幕僚長（右）會見印度海軍中將塞提詩·索尼（左），2015年

- 1979年3月：防衛大學校第23期畢業、加入海上自衛隊[1]
- 1997年3月：石狩號護衛艦艦長[1]
- 1999年8月：海上幕僚監部（海軍參謀部）防衛部防衛課[1]
  - 12月：海上幕僚監部防衛部防衛課防衛班長[1]
- 2001年4月：第1護衛隊司令[1]
- 2002年9月：海上幕僚監部防衛部裝備體系課[1]
  - 12月：海上幕僚監部防衛部裝備體系課長[1]
- 2004年8月30日：海上幕僚監部監理部副部長[1]
- 2006年3月27日：統合幕僚監部（三軍參謀總部）指揮通信系統部長[1]
- 2007年9月1日：吳地方隊（日语：呉地方隊#総監部）總監部幕僚長[1]
- 2008年3月24日：海上幕僚監部防衛部長[1]
- 2010年7月26日：大湊地方隊（日语：大湊地方隊）總監[1]
- 2011年8月5日：海上幕僚副長[1]
- 2012年7月26日：横須賀地方隊（日语：横須賀地方隊）總監[1]
- 2014年10月14日：第32任海上幕僚長[1]

### 晉階日
| 階級章 | 階級                 | 晉階日         |
| ------ | -------------------- | -------------- |
|        | 三等海尉（少尉）     | 1979年3月      |
|        | 二等海佐（中校）     | 1993年7月      |
|        | 一等海佐（上校）     | 1998年1月      |
|        | 海將補（少將）       | 2004年8月30日  |
|        | 海將（中將）         | 2010年7月26日  |
|        | 海將、海幕長（上將） | 2014年10月14日 |

## 獲獎
- 美國功績勳章（英语：Legion of Merit）[3]。

## 著作
- 2021年：《自衛隊最高幹部談令和的国防》（自衛隊最高幹部が語る令和の国防），與陸上自衛隊退役幕僚長（上將）岩田清文（日语：岩田清文）、航空自衛隊退役空將（中將）尾上定正、前外務省國際法局局長兼原信克（日语：兼原信克）合著[4]